# Loeswijk
Loeswijk is een buurtschap ten oosten van Mierlo in de gemeente Geldrop-Mierlo,  in de Nederlandse provincie Noord-Brabant. Zij ligt aan de gelijknamige weg en aan de weg Neerakker. Van oudsher is Loeswijk door de Vesperstraat met het centrum van Mierlo verbonden. 

## Etymologie
De naam Loeswijk bestaat uit de delen loes en wijk. Loes is verbasterd van loo, wat bosje op hoge zandgrond betekent. Wijk komt van het Latijnse vicus. Het betekent gehucht. Loeswijk betekent dus: gehucht bij een bos op hoge zandgrond.

## Loeswijck
In 2007 is de nieuwbouwwijk Loeswijck gebouwd tegen het gehucht aan. Deze wijk bestaat uit ongeveer honderd woningen in jaren dertigstijl. De straten zijn genoemd naar uilen. Zo zijn er de straatnamen Bosuil, Dwerguil, Kerkuil, Ransuil, Sperweruil, Steenuil en Velduil. 
Dorpen: Geldrop · Hoog Geldrop · Mierlo 

Buurtschappen: Bekelaar · 't Broek · De Loo · Genoenhuis · Goor . Gijzenrooi · Heiderschoor · Hout · Hulst · Loeswijk · Luchen · Overakker · Trimpert · Voortje

Wijken van Geldrop: Akert · Braakhuizen-Noord · Braakhuizen-Zuid · Centrum · Coevering · Gijzenrooi · Skandia 

Noord-Brabant: Steden en dorpen      Nederland: Provincies · Gemeenten
1. ↑  ANWB Topografische Atlas Noord-Brabant (2005) - kaart 120 172-384 ISBN 90-18-02128-8.